# Ларрі Елмор

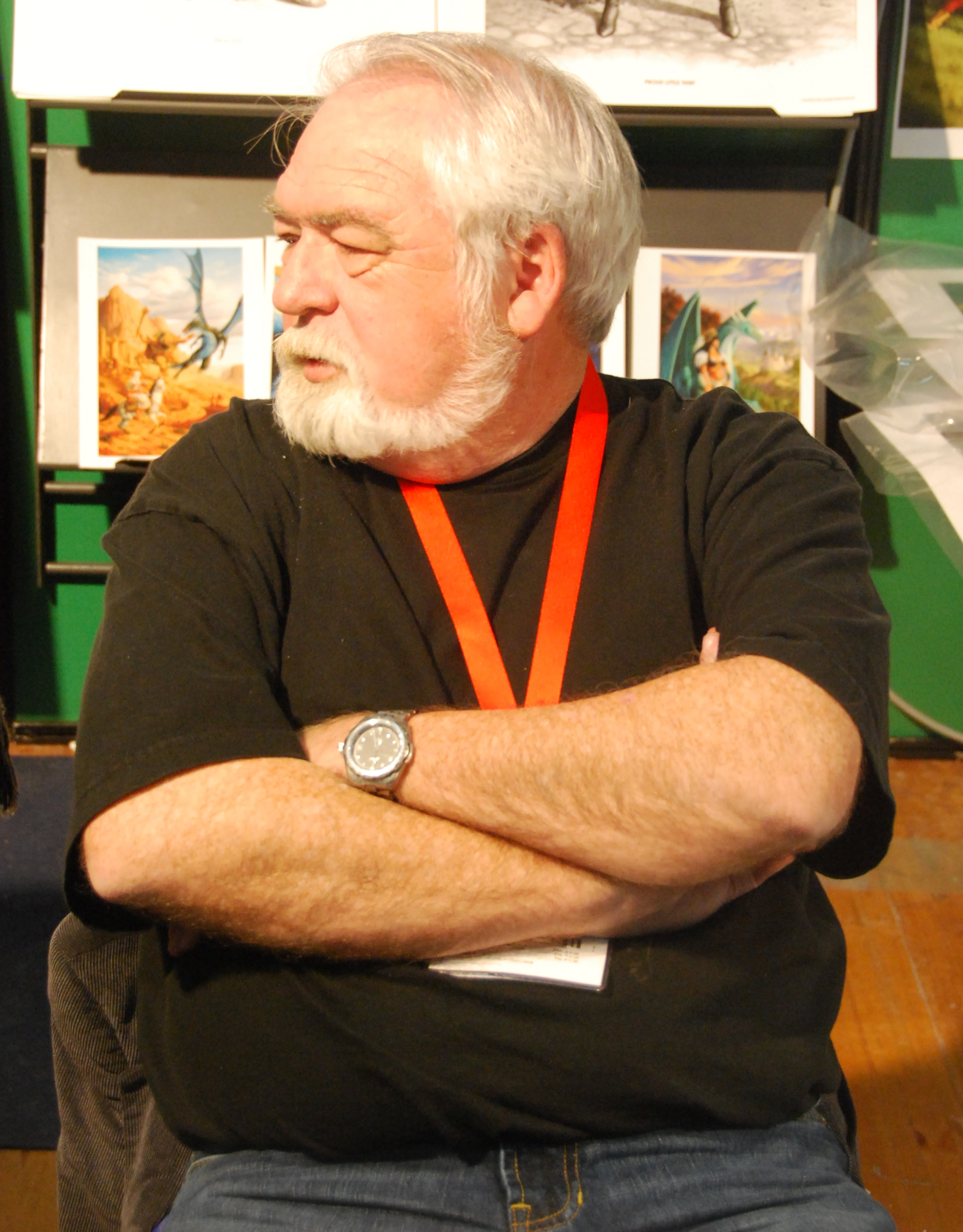
Ларрі Елмор.

Ларрі Елмор (англ. Larry Elmore, нар. 5 серпня 1948, Кентуккі, США) — американський художник і редактор. Закінчив Університет Західного Кентуккі, бакалавр художніх наук. У період з 1971 по 1973 роки служив у армії США. Одружений, дружина Бетті, діти Дженніфер і Джеремі.
Завдяки захопленню кельтською культурою, зайнявся живописом у жанрі фентезі. В кінці 1970-х він почав кар'єру професійного художника, спершу працюючи для журналу Heavy Metal. З 1981 року Ларрі — член художньої редакції TSR Inc.. Суттєво вплинув на ігрову індустрію й вигляд ігор серії Dungeons & Dragons. Найбільшу популярність Елмору принесла розробка зовнішнього вигляду серіалу Dragonlance, для якого Ларрі створив кілька сотень обкладинок і кольорових ілюстрацій.
З 1987 року Ларрі працює також і як вільнонайманий художник. На його рахунку — роботи по Forgotten Realms, серія коміксів SnarfQuest, дизайн рольових онлайн-ігор серії EverQuest. Ларрі — розробник всесвіту Sovereign Stone, книги за якою написали його друзі Маргарет Уейс та Трейсі Хікма. Елмор — постійний учасник конвенту DragonCon. Його картини добре продаються серед колекціонерів у США і Європі.